# 흥법사지
흥법사지(興法寺址)는 대한민국 강원특별자치도 원주시에 있는 고려시대의 절터이다. 1984년 6월 2일 대한민국의 강원특별자치도 문화재자료 제45호로 지정되었다.
흥법사는 《고려사》에 기록된 내용으로 보아 신라 때 세워진 것을 알 수 있으며, 임진왜란 때 없어진 것으로 추측된다.
이곳에는 염거화상탑(국보 제104호), 진공대사탑 및 석관(보물 제365호)이 있었는데, 1931년 일본인들에 의해 강제로 반출되었다가 지금은 국립중앙박물관에서 보관하고 있다. 현재는 흥법사지삼층석탑(보물 제464호), 진공대사탑비(보물 제463호)만이 남아있다.

## 관련 문화재
- 국보
  - (전)원주 흥법사지 염거화상탑 - 국보 제104호
- 보물
  - 원주 흥법사지 진공대사탑 및 석관 - 보물 제365호
  - 원주 흥법사지 진공대사탑비 - 보물 제463호
  - 원주 흥법사지 삼층석탑 - 보물 제464호

## 사진

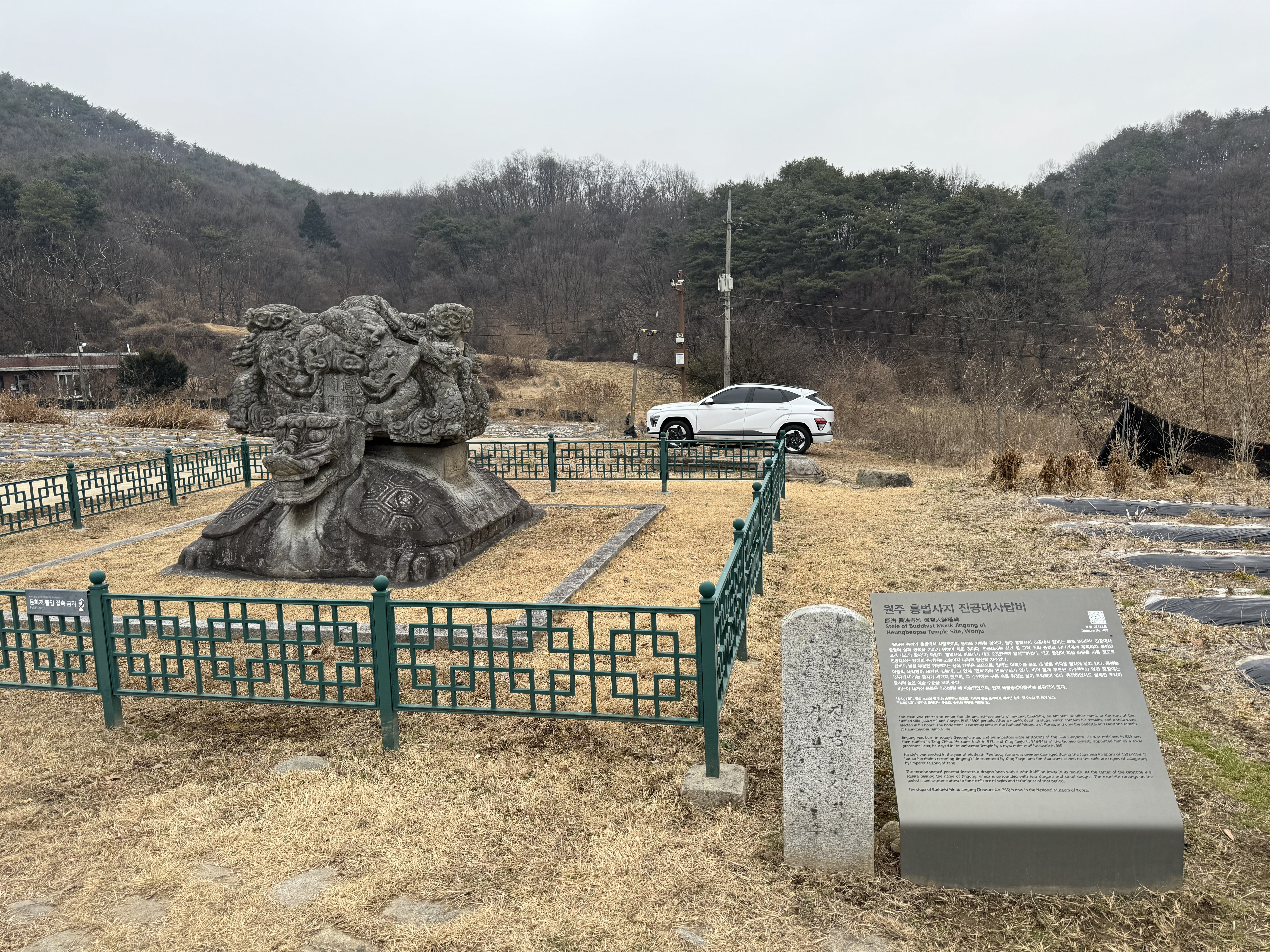
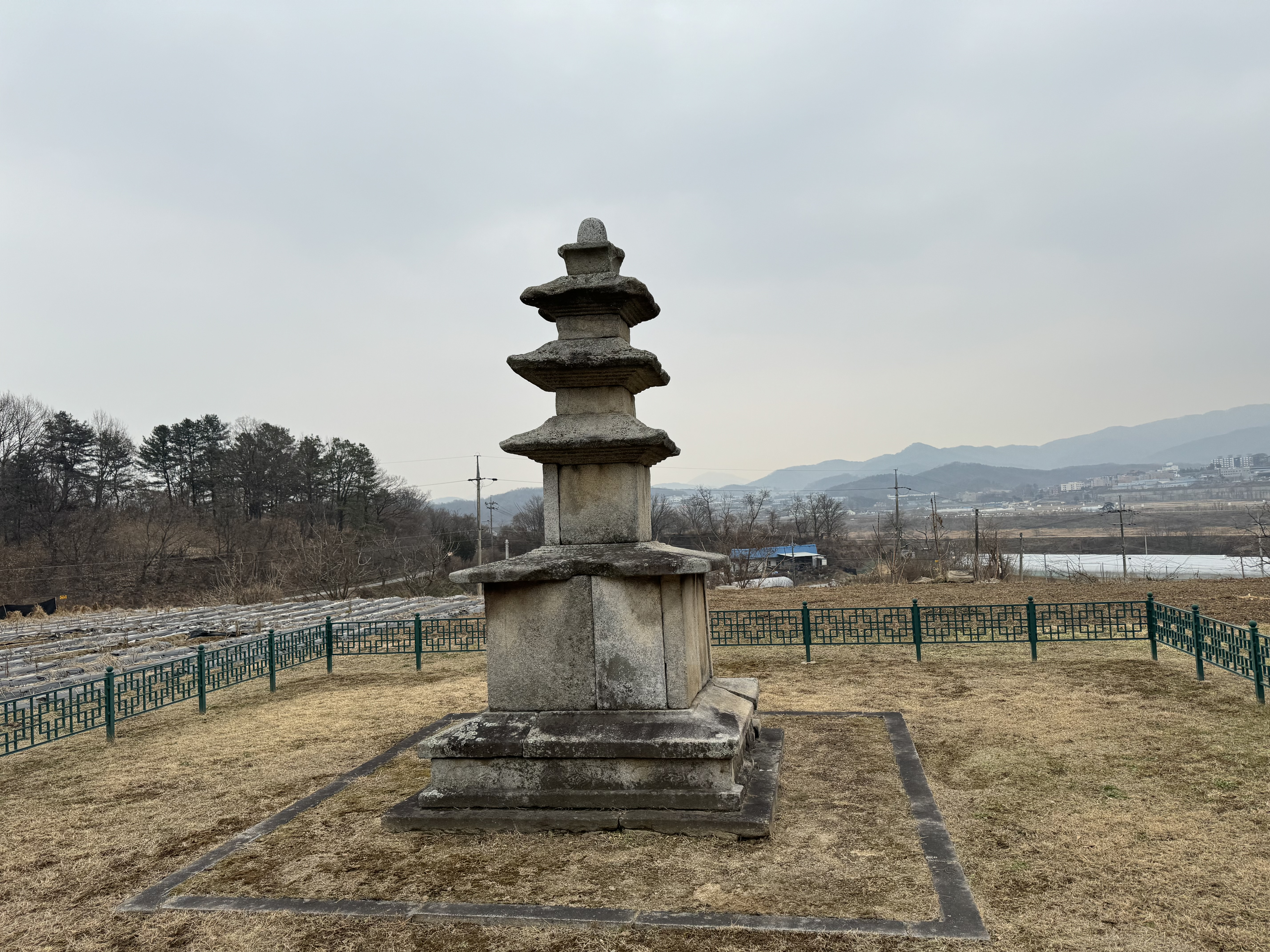

## 참고 자료
- 흥법사지 - 국가유산청 국가유산포털